# كيرك شيبرد
كيرك شيبرد (بالإنجليزية: Kirk Shepherd)‏ هو لاعب دارت بريطاني، ولد في 5 أكتوبر 1986 في رامزغيت في المملكة المتحدة.

## وصلات خارجية
- كيرك شيبرد على موقع DartsDatabase.co.uk (الإنجليزية)